# 靜岡機場
靜岡機場（日语：／ Shizuoka kūkō */?），位處靜岡縣島田市與牧之原市之間，於2009年6月4日啟用，由靜岡縣與縣內企業共同出資成立的富士山靜岡機場股份有限公司負責機場的營運管理。
根據日本機場分類法，靜岡機場劃分為第三類機場，設有一條跑道以及5個停機位，每日上午八時至下午八時運作。靜岡縣政府曾預期每年約有一百四十萬旅客使用靜岡機場。然而機場啟用至今，據統計2017-2018年度只有約67萬人次旅客曾經使用。
靜岡機場現有5家航空公司開設定期客運航班，來往福岡、那霸、新千歲、上海和首爾，當中包括以靜岡機場作樞紐的富士夢幻航空。此外，亦有包機來往高雄、嘉義、香港、澳門及天津等地。

## 客運設施
靜岡機場設有一個客運大樓，建築面積達71萬平方米。設施如下：
- G/F - 巴士總站、的士站、旅客登記櫃位、登記/接機大堂、詢問處、便利店、警局
- 1/F - 離境大堂、便利店、商店、免税店（位於國際航缐候機室内）、靜岡縣資訊中心
- 2/F - 觀景廊、食堂

另一方面，靜岡機場亦設有一個貨運站。

## 交通配套
- 巴士
  - 靜鐵Justline（しずてつジャストライン株式会社）
    - 靜岡機場 - 靜岡站
    - 靜岡機場 - 島田站
    - 靜岡機場 - 菊川站 - 掛川站

  - 遠鐵巴士（遠鉄バス）
    - 靜岡機場 - 掛川站 - 東名高速公路濱松西交匯處（浜松西インターチェンジ）
      - 途經：濱松站、中部國際機場、奥濱名湖（奥浜名湖）、館山寺温泉（舘山寺温泉）

- - 富士急行有限公司
    - 靜岡機場・静岡站南口 - 河口湖・富士急遊樂場
      - 靜岡機場 - 静岡站南口、新富士站、富士宮站、朝霧高原、河口湖站

- 鐵路
  - 最近的火車站是東海道本線與大井川鐵道的金谷站（直線距離6公里）及東海道新幹線的掛川車站（約14公里）。亦有巴士連接附近的火車站。事實上，東海道新幹線於機場下方隧道穿越[3]，因此地方有要求設站的呼聲[4]，然而JR東海已多次表示並無計劃於靜岡機場建站[5]。

- 的士
  - 從靜岡站出發，或途經該站，劃一收費8500日元。

- 停車場

靜岡機場提供5個停車場，合共2200個免費停車位。

## 航空公司與航點

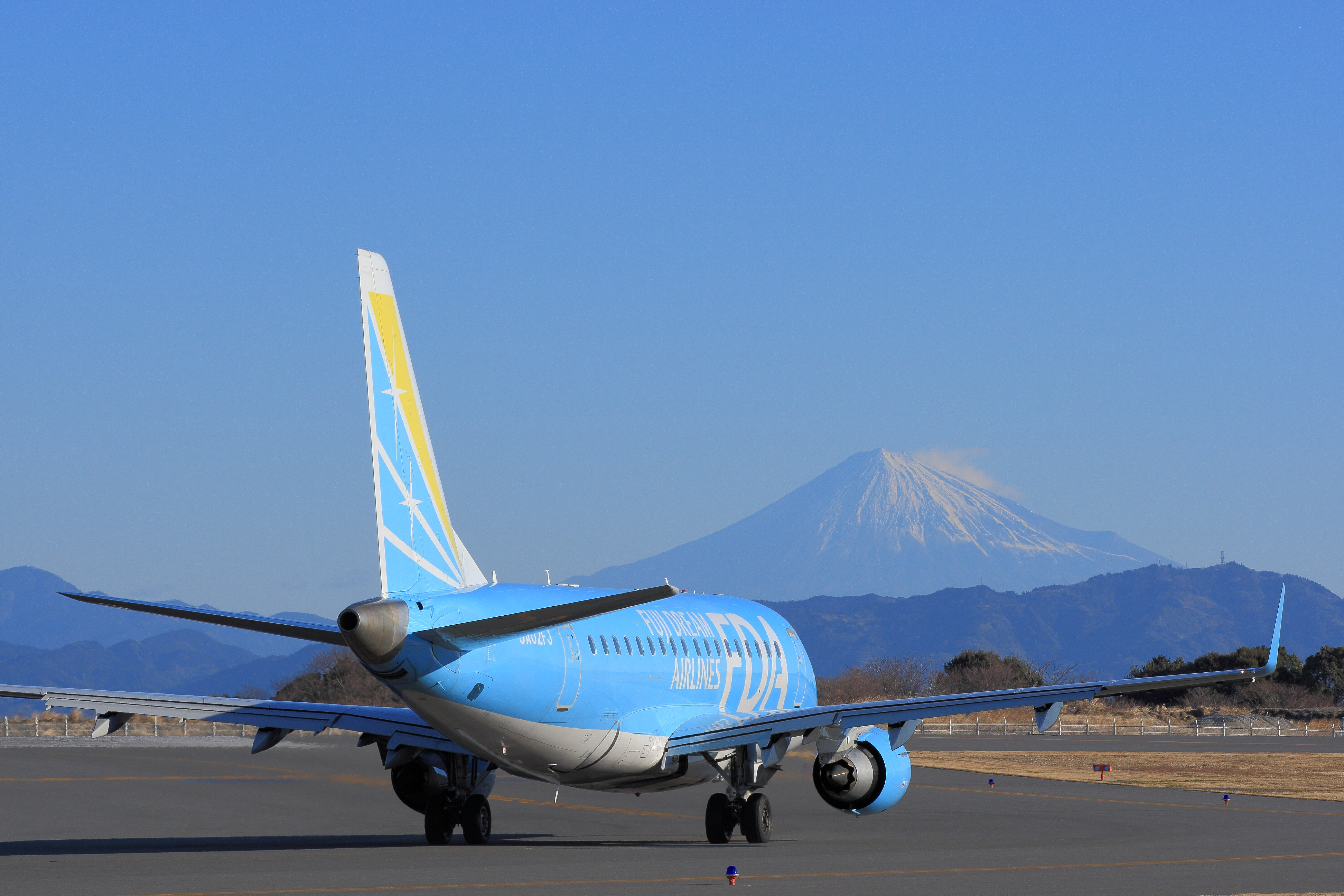
富士夢幻航空客机滑行中

| 航空公司                              | 目的地                                     |
| ------------------------------------- | ------------------------------------------ |
| 全日本空輸（NH）                      | 札幌-新千歲、沖繩                          |
| 全日本空輸（NH） （由全日空之翼營運） | 沖繩                                       |
| 富士夢幻航空（JH）                    | 福岡、鹿兒島、出雲、北九州 夏季：札幌-丘珠 |
| 濟州航空（7C）                        | 首爾-仁川                                  |
| 香港快運航空（UO）                    | 香港                                       |
| 中國東方航空（MU）                    | 上海-浦東                                  |

## 外部連結
- 维基共享资源上的相關多媒體資源：靜岡機場
- 靜岡機場官方網站 （页面存档备份，存于）（日語）（英文）（简体中文）（繁體中文）